# Stefan Coghen
Stefan Coghen (ur. 27 grudnia 1890 w Białej Cerkwi, zm. jesienią 1940) – oficer armii rosyjskiej i Wojska Polskiego w II Rzeczypospolitej, kawaler Orderu Virtuti Militari.

## Życiorys
Urodził się 27 grudnia 1890 w Białej Cerkwi, w ówczesnym powiecie wasylkowskim guberni kijowskiej, w rodzinie Ludwika i Marii z Sidorowiczów. Absolwent Instytutu Technicznego w Kijowie i Oficerskiej Szkoły Saperów. W armii rosyjskiej walczył na frontach I wojny światowej.
W 1919 wstąpił do odrodzonego Wojska Polskiego i otrzymał przydział na stanowisko dowódcy kompanii 16 batalionu saperów. Początkowo służył na froncie mazowieckim i pomorskim, a od kwietnia 1920 walczył w wojnie polsko-bolszewickiej. W trakcie budowy mostu na Bugu w okolicach Sokala, na czele swej kompanii przyczynił się zdecydowanym kontratakiem do odparcia bolszewików, ratując od wzięcia do niewoli żołnierzy baonu 29 pułku Strzelców Kaniowskich. Wyróżnił się też w czasie walk w okolicach Włodzimierza Wołyńskiego. Za bohaterstwo w walce odznaczony został Krzyżem Srebrnym Orderu Wojskowego Virtuti Militari.
Po zakończeniu działań wojennych pozostał w zawodowej służbie wojskowej. W 1922 został porucznikiem, a w 1927 kapitanem. Służył początkowo w Szefostwie Saperów 2 Armii, potem w 1 pułku saperów, batalionie mostowym w Kazuniu, 9 pułku saperów i 6 batalionie saperów. Z dniem 28 lutego 1930 został przeniesiony w stan spoczynku.
Po zakończeniu służby wojskowej pracował w Urzędzie Gminny Legionowo na stanowisku technika inspekcji budowlanej. W 1935 podjął pracę w Urzędzie Morskim w Gdyni.
W 1939 został zmobilizowany do 6 batalionu saperów. Po klęsce wrześniowej przekroczył granicę litewską i został internowany w obozie w Kownie. Tu ślad po nim zaginął.
Był żonaty z Klarą z Dietrychów, z którą miał córkę Marię (ur. 1918) oraz bliźnięta: Stefana i Halinę (ur. 1922). Stefan ps. „Jim” (1922–1986) był żołnierzem batalionu „Parasol”, uczestnikiem powstania warszawskiego.

## Ordery i odznaczenia
- Krzyż Srebrny Orderu Wojskowego Virtuti Militari nr 4360 – 19 września 1922[6]
- Medal Pamiątkowy za Wojnę 1918–1921[1]
- Medal Dziesięciolecia Odzyskanej Niepodległości[1]
- Medal 10 Rocznicy Wojny Niepodległościowej (Łotwa)[7]